# José dos Santos Lopes
José dos Santos Lopes, mais conhecido como Zéca Lopes ou simplesmente Lopes (Batatais, 1 de novembro de 1910 — Batatais, 28 de agosto de 1996), foi um futebolista brasileiro que atuou como atacante.

## Carreira
Atuou pela Seleção Brasileira, na Copa do Mundo de 1938.

## Títulos
Corinthians 
- Campeonato Paulista: 1937, 1938,1939 e 1941